# پتروس دوریان
پتروس آبراهامی دوریان (به ارمنی: Պետրոս Աբրահամի Դուրյան (Զըմպայան) (زاده ۱ ژوئن [سبک قدیمی: ۲۰ مه] ۱۸۵۱ - درگذشته ۲ فوریه [سبک قدیمی: ۲۱ ژانویه] ۱۸۷۲) شاعر، نمایش‌نامه‌نویس، مترجم و بازیگر ارمنی بود.

## زندگی
پتروس دوریان شاعر، نمایش‌نامه‌نویس، مترجم و بازیگر تئاتر در ۱ ژوئن ۱۸۵۱ در محله «اسکودار» شهر کنستانتینوپول چشم برجهان گشود. در سال ۱۸۶۸ تحصیلات خود را در مدرسه «جرماگ» محله زادگاهش به پایان برد و سپس با آموختن زبان فرانسوی به مطالعه عمیق در ادبیات و فرهنگ اروپائی پرداخت و با چهره‌های برجسته ادبی آشنا شد.
پتروس دوریان پس از خاتمه تحصیل، به سبب تهیدستی خانواده اش ناگزیر نزد صرافی به کار منشی‌گری پرداخت، اما دیری نگرشت که این کار را رها کرد و برای امرار معاش به نوشتن و ترجمه نمایشنامه و بازیگری در تئاتر روی آورد.
دوریان در سال ۱۸۷۱م به علت ابتلاء به سل در بستر بیماری افتاد و یک سال پس از آن در ۲ فوریه ۱۸۷۲ در سن ۲۰ سالگی چشم از جهان بربست.
چند ماه پس از درگذشت دوریان، غزل‌ها و برخی آثار دراماتیک وی، توسط دوستانش به چاپ رسید.

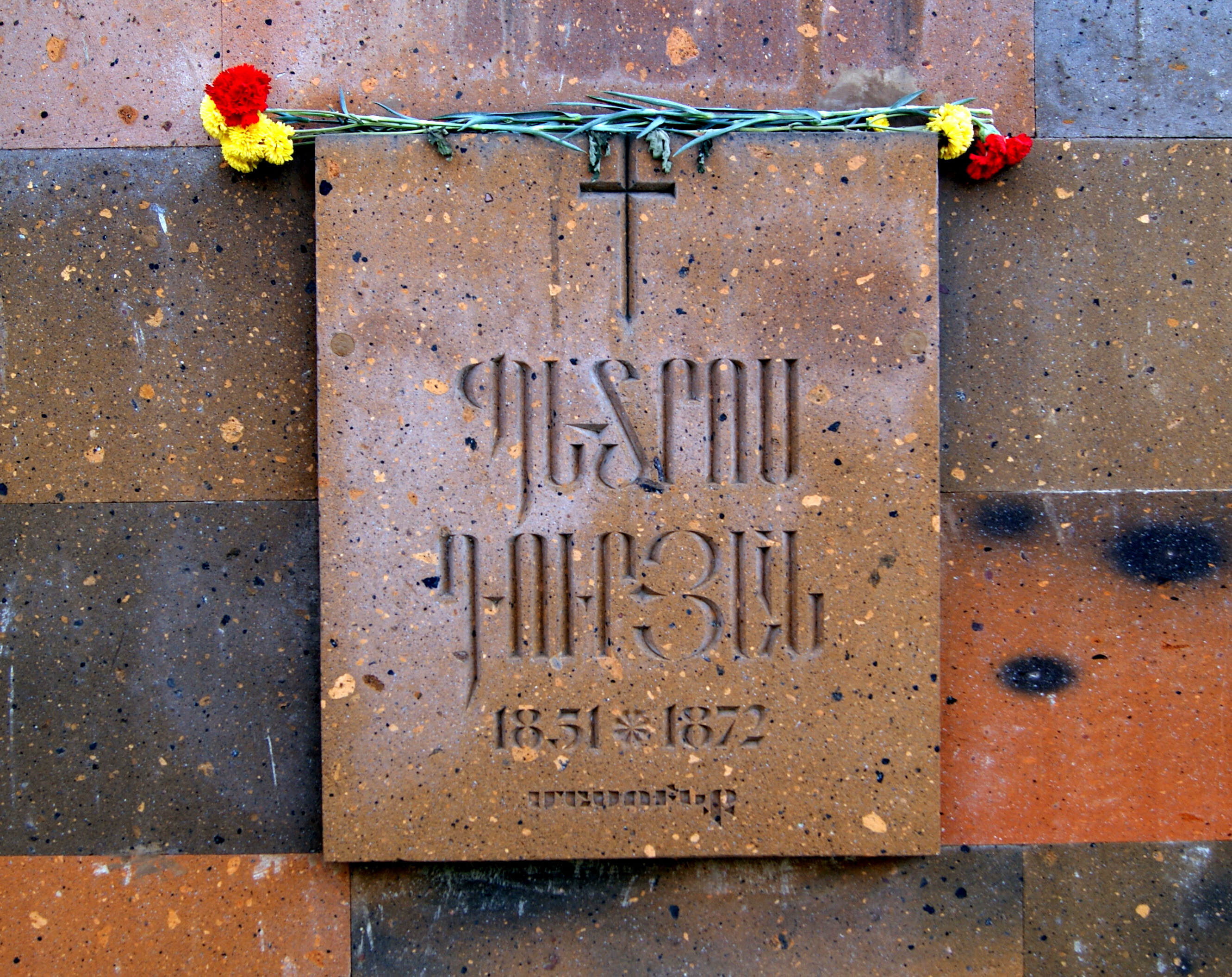

## افکار و سبک شعری پتروس دوریان
پتروس دوریان در تاریخ ادبیات ارمنی از جایگاه والایی برخوردار است. او با نبوغ خود غزل‌سرایی ارمنی را به اوج تازه‌ای رساند و در آن دست به نوآوری هائی زد. پروازهای بلند تخیل هنری، احساس‌های ناب و شفاف، تصاویر با شکوه شعری که عمیقاً از واقعیت‌های عینی - اجتماعی و ملی و خلجان‌های جان انسانی مایه می‌گیرد، از ویژگی‌های غزل‌های دوریان است.
شعر دوریان بی‌نهایت حساس است و به سیم‌سازی می‌ماند که عواطف انسانی و حوادث اجتماعی آن را به طنین می آرند. در آثار منظوم و منثور و دراماتیک دوریان، درد سنگین یوغ بیگانه و رنج اسارت ملت ارمنی توأم با نفرت و کینه نسبت به ستمگران و استیلاگران نغمه هائی تلخ و زهربار و پرخاشگر می‌آفرینند و شاعر در اثر خود قهرمانی‌های گذشته مردم را به آنان گوشزد می‌کند تا مگر برای رهائی از ستم و اسارت بیگانه به جنبش در آیند.
پتروس دوریان اولین و بزرگترین غزل‌سرای عصر جدید ادبیات ارمنی به‌شمار می‌رود که با نوآوری‌های خود در زمینه ریتم و موسیقی و محتوای شعر ارمنی و با زبان و تصاویر زنده و نو، غزل‌سرایی ارمنی را غنی تر کرد. پتروس دوریان بیش از دو دهه در سیاره ما نزیست و دوران خلاقیت ادبی او بیش از هفت سال نپایید (دوریان از ۱۳ سالگی سرودن شعر را آغاز کرد)، اما با نبوغ شگرف و عظیم انسانی اش توانست در همین زندگی کوتاه به مثابه یکی از چهره‌های تابناک ادبیات ارمنی بدرخشد و با نو آوری‌ها و آثار پرمایه خود تأثیری ژرف در ادبیات یک ملت بر جای نهاد.
آثار دوریان به انگلیسی، ایتالیائی، روسی، آلمانی و دیگر زبان‌ها ترجمه و منتشر شده‌است و خوانندگان بسیاری در دنیا با این شاعر نابغه ارمنی آشنا هستند.

## شعری از پتروس دوریان به نام (ایکاش)
| وه، چه هستی تو؟                                                |  | عشق؟                                                     |
| خورشید آسمان؟                                                  |  | یا آنکه لبخند...                                         |
| آسمان هم حتی                                                   |  | تابناکی و آبیه چشمانت را ندارد هیچ                       |
| گل ندارد سینه بی آهوی نور آذینت را                             |  | و گل‌های سرخ گونه‌هایت را ماه هم ندارد حتی                 |
| به شب از برق آسمان، از ماه سیمین چهر                           |  | و به روز از سپیدی و خنده گل‌ها نیز زیباتری حتی            |
| برای تو من با اشک‌های چشم راز و نیاز می‌کنم، اما                 |  | تو نگاهی از آن چشمان آتشناک ارزانی ام نمی‌داری            |
| تو زنی هستی آیا، یا آنکه فرشته‌ای از آسمان                      |  | گل و ماه حسادت می‌ورزند به تابناکی تو                     |
| وقتی که ماه حیرتناک صدای دل‌انگیز مواجت را به گوش می‌شنود        |  | در میان کاج‌ها آرام می‌گرید                                |
| کاش من نسیمی بودم                                              |  | دلپذیر و خنک                                             |
| پیشانی شاداب و رؤیایی ات را نوازش می‌کردم                       |  | نفسم را به نرمی و آرامی به لب‌هایت می‌دادم                 |
| و اگر که چشمت اشک می‌تابانید                                    |  | به سراسر می‌ستردم آن‌ها را                                 |
| کاش در باغچه ات چو گل سرخ گریانی می‌شکفتم من                    |  | و در طراوت صبح وقتی که با لبخند پر شکوهت به دیدار می‌آمدی |
| گونه‌هایت را رنگ می‌زدم از رنگم و شبنم‌هایم را به دامنت می‌افشاندم |  | و واپسین نفس‌هایم از آغوشت به تلاطم می‌افتاد               |
| کاش چو نهر زلالی می‌جوشیدم                                      |  | و آنگاه که خرامان می‌آمدی به کنار من                      |
| در آئینه جانم لبخند تو باز می‌تابید                             |  | و موج‌های آبی ام آشفته از حرکت می‌ماندند                   |
| آه. ای کاش که آذرخشی بودم من                                   |  | و لحظه‌ای بر چهره ات می‌درخشیدم                            |
| می فریفتمت کز تو زیباترم، آنگاه                                |  | در گیسوان عطرناک تو می‌افسردم                             |
| و اگر که ای نامهربان دل به دیگری بستی                          |  | کاش که من سنگ گور او باشم                                |
| تو پژمرده آئی به گرد من گردان و گریه کنان                      |  | و من گوری زنده و گرم شایسته آغوشت                        |

## آثار
- سرودهای بامدادی
- آفتاب برای همه است.

### آثار نمایشی
- “Black Lands” (۱۸۶۸)
- “Artashes, the Peacekeeper” (۱۹۶۹)
- “Fall of the House of Arshakids” (۱۸۷۰)
- “Capture of Ani, the Capital of Armenia” (۱۸۷۱)
- “Theatre or Outcasts” (۱۸۷۱)